# 御殿山 (武蔵野市)
御殿山（ごてんやま）は、東京都武蔵野市の地名。現行行政地名は御殿山一丁目及び御殿山二丁目。郵便番号は180-0005（武蔵野郵便局管区）。面積は0.40km2。

## 地理
武蔵野市の中南部に位置する地域である。御殿山一丁目の南方は井の頭公園の敷地内である。北から時計回りに中町、吉祥寺本町、吉祥寺南町、三鷹市井の頭、牟礼、下連雀及び上連雀に隣接する。中央本線が北端を通過している。

### 河川

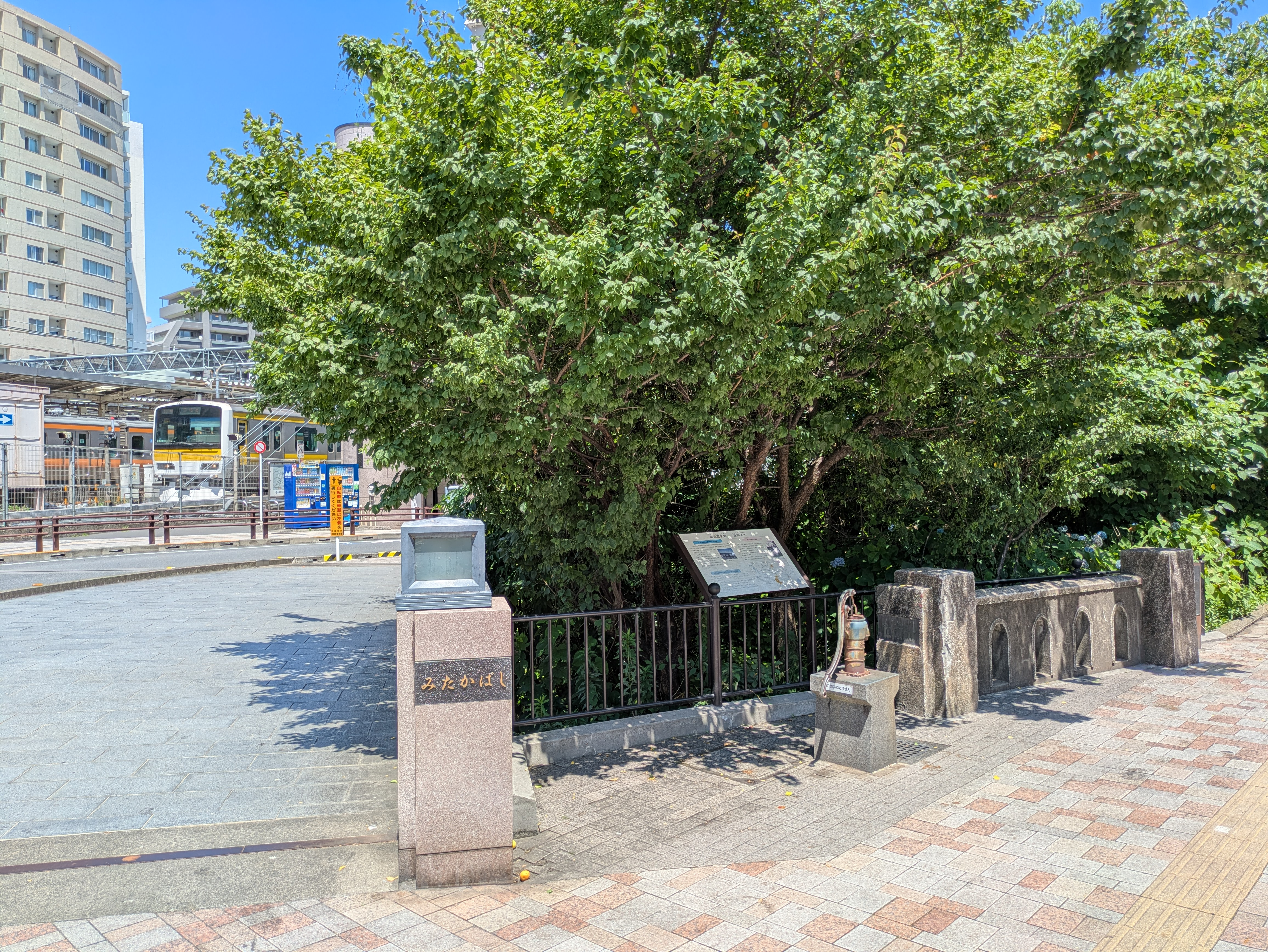
玉川上水、三鷹駅南口部（2025年6月）

- 玉川上水

## 歴史
- 1962年（昭和37年）4月1日 - 武蔵野市内の町名整理が行われ、大字吉祥寺が吉祥寺北町・吉祥寺東町・吉祥寺本町・吉祥寺南町・御殿山・中町に分割される[5]。
- 1964年（昭和39年）5月1日 - 住居表示実施[5]。

## 世帯数と人口
2018年（平成30年）1月1日現在の世帯数と人口は以下の通りである。
| 丁目         | 世帯数    | 人口    |
| ------------ | --------- | ------- |
| 御殿山一丁目 | 1,259世帯 | 2,234人 |
| 御殿山二丁目 | 1,081世帯 | 2,019人 |
| 計           | 2,340世帯 | 4,253人 |

## 小・中学校の学区
市立小・中学校に通う場合、学区は以下の通りとなる
| 丁目         | 街区 | 小学校                 | 中学校               |
| ------------ | ---- | ---------------------- | -------------------- |
| 御殿山一丁目 | 全域 | 武蔵野市立井之頭小学校 | 武蔵野市立第一中学校 |
| 御殿山二丁目 | 全域 | 武蔵野市立井之頭小学校 | 武蔵野市立第一中学校 |

## 交通

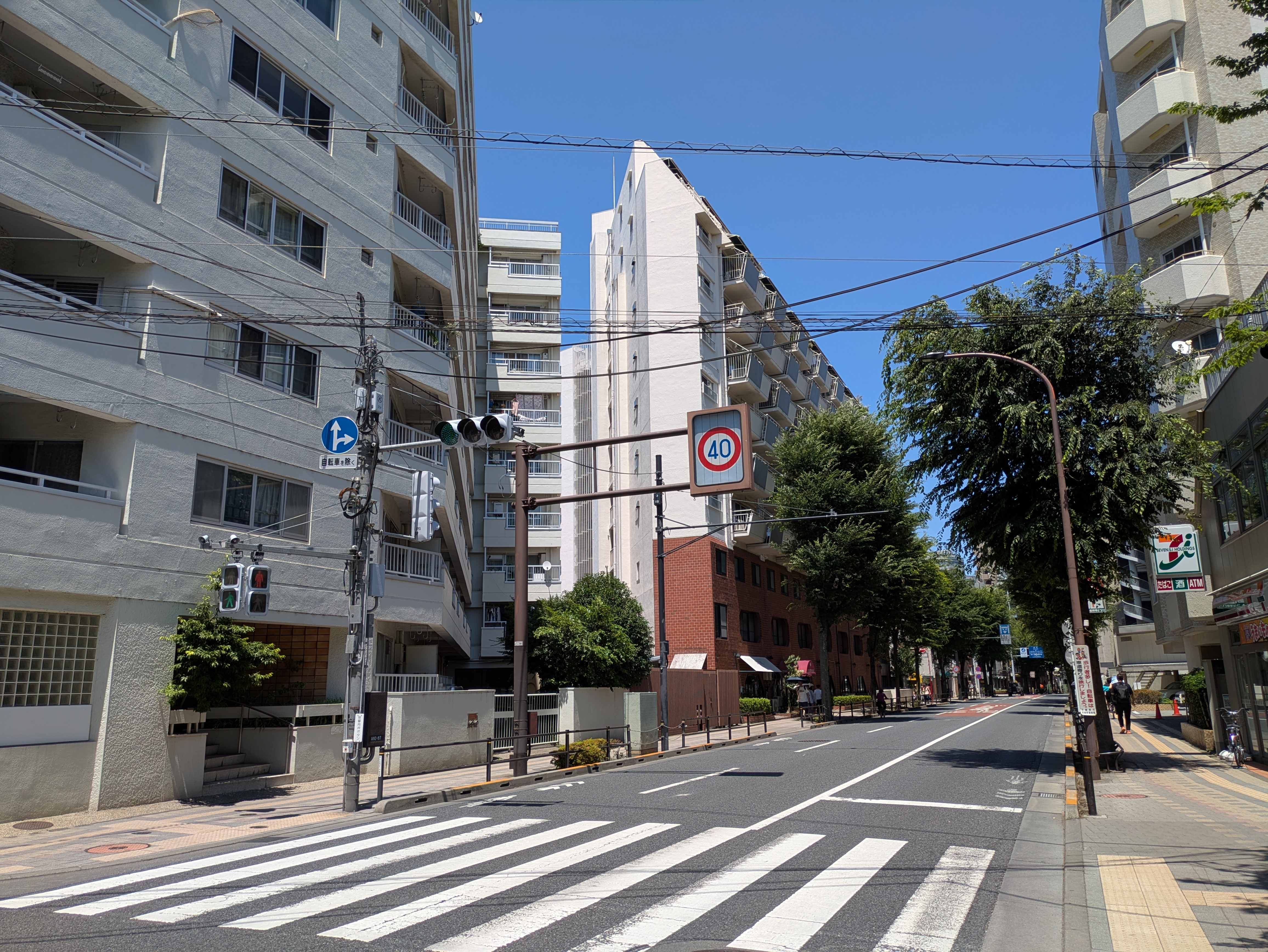
御殿山、吉城寺通り。吉城寺駅から直接商圏が続いている。

### 鉄道
| 隣接する街区の駅 |
| --- |
| JR中央線 JR中央・総武線各駅停車 京王井の頭線 吉祥寺駅(JC 11)(JB 02)(IN 17) JR中央線 JR 中央・総武線各駅停車 - 三鷹駅(JC12)(JB01) |

### バス
- 小田急バス吉祥寺営業所

…が周辺の路線を運行している。

### 道路
- 東京都道7号杉並あきる野線（井ノ頭通り）
- 東京都道114号武蔵野狛江線（吉祥寺通り）

## 施設
- 井の頭公園
  - 井の頭自然文化園
- 三鷹駅
- 武蔵野御殿山郵便局
- 株式会社二馬力